# 2010–2011-es UEFA-bajnokok ligája (selejtezők)
A 2010–2011-es UEFA-bajnokok ligája selejtezői négy fordulóban kerültek lebonyolításra 2010. június 29. és augusztus 25. között. A rájátszás párosításainak győztesei jutottak be az UEFA-bajnokok ligája főtáblájára.

## Csapatok
A selejtezőkben összesen 54 csapat vesz részt (39 bajnok illetve 15 bajnoki helyezés alapján résztvevő). A rájátszásból összesen 10 együttes kvalifikálja magát a csoportkörbe, ahol a korábban kiemelt 22 csapattal együtt alakul ki a teljes mezőny.
A harmadik körben búcsúzó csapatok az Európa-liga rájátszásában folytatják.
A rájátszásban búcsúzó klubok pedig az Európa-liga csoportkörébe jutnak.
A kiemelések az UEFA-együttható alapján történtek.
| Jelmagyarázat                                                          |
| ---------------------------------------------------------------------- |
| Kvalifikáció a csoportkörbe                                            |
| Kiesés a rájátszásban; Bejutás az Európa-liga csoportkörébe            |
| Kiesés a harmadik selejtezőkörben; Bejutás az Európa-liga rájátszásába |
| Kiesés az első- illetve a második selejtezőkörből                      |

| A rájátszásban csatlakozó csapatok           | A rájátszásban csatlakozó csapatok  | A rájátszásban csatlakozó csapatok  | A rájátszásban csatlakozó csapatok  |
| Bajnokok                                     | Bajnoki helyezés alapján résztvevők | Bajnoki helyezés alapján résztvevők | Bajnoki helyezés alapján résztvevők |
| -------------------------------------------- | ----------------------------------- | ----------------------------------- | ----------------------------------- |
|                                              | Sevilla (108,951)                   | Werder Bremen (94,841)              | Tottenham Hotspur (56,371)          |
| Sampdoria (30,857)                           | Auxerre (19,748)                    |                                     |                                     |
| Harmadik selejtezőkörben csatlakozó csapatok |                                     |                                     |                                     |
| Bajnokok                                     | Bajnoki helyezés alapján résztvevők | Bajnoki helyezés alapján résztvevők | Bajnoki helyezés alapján résztvevők |
| Basel (48,675)                               | Zenyit (61,258)                     | Ajax (55,309)                       | Fenerbahçe (54,890)                 |
| Anderlecht (42,580)                          | Dinamo Kijiv (42,910)               | SC Braga (39,659)                   | Celtic (38,158)                     |
| København (34,470)                           | Unirea Urziceni (18,898)            | PAÓK (11,479)                       | Young Boys (7,675)                  |
|                                              | KAA Gent (6,580)                    |                                     |                                     |
| Második selejtezőkörben csatlakozó csapatok  |                                     |                                     |                                     |
| Hapóél Tel-Aviv (27,775)                     | Sparta Praha (27,395)               | Rosenborg (23,980)                  | Red Bull Salzburg (19,915)          |
| Liteksz Lovecs (15,900)                      | Dinamo Zagreb (14,466)              | Partizan (13,800)                   | BATE (13,308)                       |
| Lech Poznań (11,008)                         | MŠK Žilina (10,666)                 | Sheriff Tiraspol (5,458)            | Debreceni VSC (5,350)               |
| Omónia (4,599)                               | AIK (3,838)                         | Bohemians (2,908)                   | Ekranas (2,683)                     |
| Aktöbe FK (2,399)                            | HJK (2,399)                         | Levadia Tallinn (2,374)             | Liepājas Metalurgs (2,149)          |
| FH (2,083)                                   | Željezničar Sarajevo (1,749)        | Olimpi Rusztavi (1,649)             | Pjunik (1,599)                      |
| FC Koper (1,391)                             | İnter Bakı (1,349)                  | Renova (1,316)                      | Dinamo Tirana (1,049)               |
| HB Tórshavn (0,866)                          | The New Saints (0,766)              | Linfield (0,574)                    | Jeunesse Esch (0,249)               |
| Első selejtezőkörben induló csapatok         |                                     |                                     |                                     |
| Santa Coloma (0,700)                         | Tre Fiori (0,650)                   | Birkirkara (0,433)                  | Rudar Pljevlja (0,425)              |

Zárójelben a csapat sorsoláskor figyelembe vett UEFA-együtthatója olvasható.

## 1. selejtezőkör
Az időpontok közép-európai idő/közép-európai nyári idő szerint értendők.
| Kiemelt csapatok - Santa Coloma (0,700) - Tre Fiori (0,650) | Nem kiemelt csapatok - Birkirkara FC (0,433) - Rudar Pljevlja (0,425) |

| 1. csapat       | Össz. | 2. csapat      | 1. mérk. | 2. mérk. |
| --------------- | ----- | -------------- | -------- | -------- |
| Tre Fiori       | 1–7   | Rudar Pljevlja | 0–3      | 1–4      |
| FC Santa Coloma | 3–7   | Birkirkara     | 0–3      | 3–4      |

### 1. mérkőzések
| 2010. június 29. 19:00 |

| Santa Coloma | 0–3 megállapított | Birkirkara |
| ------------ | ----------------- | ---------- |
|              | Jegyzőkönyv       |            |

| Estadi Comunal d'Aixovall, Andorra la Vella Játékvezető: Anthony Buttimer (ír) |

Az FC Santa Coloma–Birkirkara mérkőzést a pálya használhatatlansága miatt nem játszották le. Az UEFA a mérkőzést 3–0-s eredménnyel a Birkirkara javára írta.
| 2010. június 30. 20:30 |

| Tre Fiori | 0–3               | Rudar Pljevlja                         |
| --------- | ----------------- | -------------------------------------- |
|           | (0–2) Jegyzőkönyv | Useni 31' Vlahović 40' Jovanović 90+5' |

| Olimpiai Stadion, Serravalle Nézőszám: 681 Játékvezető: Alan Mario Sant (máltai) |

### 2. mérkőzések
| 2010. július 6. 18:00 |

| Birkirkara                    | 4–3               | Santa Coloma                               |
| ----------------------------- | ----------------- | ------------------------------------------ |
| Galea 10' 31' Cilia 35' 45+2' | (4–2) Jegyzőkönyv | Urbani 21' 85' Jiménez 45' Jovanović 90+5' |

| Centenary Stadion, Ta' Qali Nézőszám: 878 Játékvezető: Bobby Madden (skót) |

| 2010. július 7. 18:00 |

| Rudar Pljevlja                               | 4–1               | Tre Fiori   |
| -------------------------------------------- | ----------------- | ----------- |
| Ranđelović 7' 67' Vlahović 83' Jovanović 85' | (1–1) Jegyzőkönyv | Vannoni 29' |

| Podgoricai Stadion2, Podgorica Nézőszám: 400 Játékvezető: Ghennadi Sidenco (moldáv) |

Megjegyzések
2A mérkőzést a podgoricai Stadion Pod Goricomban játszották, mivel a Rudar Pljevlja stadionja, a Pljevljai stadion nem felel meg az UEFA előírásainak.

## 2. selejtezőkör
| Kiemelt csapatok - Hapóél Tel-Aviv (bajnok; 27,775) - Sparta Praha (bajnok; 27,395) - Rosenborg (bajnok; 23,980) - Red Bull Salzburg (bajnok; 19,915) - Liteksz Lovecs (bajnok; 15,900) - Dinamo Zagreb (bajnok; 14,466) - Partizan (bajnok; 13,800) - BATE (bajnok; 13,308) - Lech Poznań (bajnok; 11,008) - MŠK Žilina (bajnok; 10,666) - Sheriff Tiraspol (bajnok; 5,458) - Debreceni VSC (bajnok; 5,350) - Omónia (bajnok; 4,599) - AIK (bajnok; 3,838) - Bohemians (bajnok; 2,908) - Ekranas (bajnok; 2,683) - Aktöbe FK (bajnok; 2,399) | Nem kiemelt csapatok - HJK (bajnok; 2,399) - Levadia Tallinn (bajnok; 2,374) - Liepājas Metalurgs (bajnok; 2,149) - FH (bajnok; 2,083) - Željezničar Sarajevo (bajnok; 1,749) - Olimpi Rusztavi (bajnok; 1,649) - Pjunik (bajnok; 1,599) - FC Koper (bajnok; 1,391) - İnter Bakı (bajnok; 1,349) - Renova (bajnok; 1,316) - Dinamo Tirana (bajnok; 1,049) - HB Tórshavn (bajnok; 0,866) - The New Saints (bajnok; 0,766) - Birkirkara FC* (0,700) - Rudar Pljevlja* (0,650) - Linfield (bajnok; 0,574) - Jeunesse Esch (bajnok; 0,249) |

Megjegyzés: zárójelben előbb a csapat bajnokságban elért helyezése, majd az aktuális UEFA-együtthatója olvasható.
* Az első selejtezőkörből továbbjutó Birkirkara FC illetve Rudar Pljevlja megkapta a FC Santa Coloma illetve a Tre Fiori együtthatóját, mivel a második selejtezőkör sorsolása hamarabb volt mint az első forduló visszavágói.
| 1. csapat          | Össz.                 | 2. csapat            | 1. mérk. | 2. mérk.   |
| ------------------ | --------------------- | -------------------- | -------- | ---------- |
| Liepājas Metalurgs | 0–5                   | Sparta Praha         | 0–3      | 0–2        |
| Aktöbe FK          | 3–1                   | Olimpi Rusztavi      | 2–0      | 1–1        |
| Levadia Tallinn    | 3–4                   | Debreceni VSC        | 1–1      | 2–3        |
| Partizan           | 4–1                   | Pjunik               | 3–1      | 1–0        |
| Inter Bakı         | 1–1 (11-esekkel: 8–9) | Lech Poznań          | 0–1      | 1–0 (h.u.) |
| Dinamo Zagreb      | 5–4                   | FC Koper             | 5–1      | 0–3        |
| Liteksz Lovecs     | 5–0                   | Rudar Pljevlja       | 1–0      | 4–0        |
| Birkirkara FC      | 1–3                   | MŠK Žilina           | 1–0      | 0–3        |
| Sheriff Tiraspol   | 3–2                   | Dinamo Tirana        | 3–1      | 0–1        |
| Hapóél Tel-Aviv    | 6–0                   | Željezničar Sarajevo | 5–0      | 1–0        |
| Omónia             | 5–0                   | Renova               | 3–0      | 2–0        |
| Red Bull Salzburg  | 5–1                   | HB Tórshavn          | 5–0      | 0–1        |
| Bohemians          | 1–4                   | The New Saints       | 1–0      | 0–4        |
| BATE               | 6–1                   | FH                   | 5–1      | 1–0        |
| AIK                | 1–0                   | Jeunesse Esch        | 1–0      | 0–0        |
| Linfield           | 0–2                   | Rosenborg            | 0–0      | 0–2        |
| Ekranas            | 1–2                   | HJK                  | 1–0      | 0–2 (h.u.) |

### 1. mérkőzések
| 2010. július 13. 17:00 |

| Inter Bakı | 0–1               | Lech Poznań    |
| ---------- | ----------------- | -------------- |
|            | (0–0) Jegyzőkönyv | Wichniarek 47' |

| Tofik Bahramov Stadion3, Bakı Nézőszám: 7000 Játékvezető: Sascha Kever (svájci) |

| 2010. július 13. 18:00 |

| Liepājas Metalurgs | 0–3               | Sparta Praha                |
| ------------------ | ----------------- | --------------------------- |
|                    | (0–1) Jegyzőkönyv | Kadlec 37' Wilfried 51' 58' |

| Daugava Stadion, Liepāja Nézőszám: 3330 Játékvezető: Rene Eisner (osztrák) |

| 2010. július 13. 18:00 |

| Levadia Tallinn | 1–1               | Debreceni VSC |
| --------------- | ----------------- | ------------- |
| Neemelo 59'     | (0–0) Jegyzőkönyv | Rezes 90'     |

| Kadriorg Stadion, Tallinn Nézőszám: 2500 Játékvezető: Aleksei Kulbakov (fehérorosz) |

| 2010. július 13. 18:00 |

| Birkirkara FC | 1–0               | MŠK Žilina |
| ------------- | ----------------- | ---------- |
| Vukanac 1'    | (1–0) Jegyzőkönyv |            |

| Centenary Stadion, Ta' Qali Nézőszám: 688 Játékvezető: Simon Lee Evans (walesi) |

| 2010. július 13. 18:00 |

| Red Bull Salzburg                                             | 5–0               | HB Tórshavn |
| ------------------------------------------------------------- | ----------------- | ----------- |
| Zárate 21' Jantscher 43' Ulmer 46' Wallner 63' Hierländer 82' | (2–0) Jegyzőkönyv |             |

| Red Bull Arena, Salzburg Nézőszám: 9100 Játékvezető: Igor Satchi (moldáv) |

| 2010. július 13. 19:00 |

| Liteksz Lovecs | 1–0               | Rudar Pljevlja   |
| -------------- | ----------------- | ---------------- |
| Popov 8'       | (1–0) Jegyzőkönyv | Bojović 59′, 85′ |

| Lovecs Stadion, Lovecs Nézőszám: 6900 Játékvezető: Pavel Olsiak (szlovák) |

| 2010. július 13. 19:00 |

| Omónia                                      | 3–0               | Renova         |
| ------------------------------------------- | ----------------- | -------------- |
| Konstantinou 7' (11-esből) 62' Davidson 28' | (2–0) Jegyzőkönyv | Ignjatovski 6′ |

| GSP Stadion, Nicosia Nézőszám: 14 200 Játékvezető: Libor Kovarik (cseh) |

| 2010. július 13. 19:00 |

| AIK         | 1–0               | Jeunesse Esch |
| ----------- | ----------------- | ------------- |
| Engblom 57' | (0–0) Jegyzőkönyv |               |

| Råsunda Stadion, Solna Nézőszám: 11 515 Játékvezető: Hubert Siejewicz (lengyel) |

| 2010. július 13. 20:00 |

| Hapóél Tel-Aviv                                  | 5–0               | Željezničar Sarajevo |
| ------------------------------------------------ | ----------------- | -------------------- |
| Lala 10' 31' 38' Shivhon 12' Bešlija 28' (öngól) | (5–0) Jegyzőkönyv |                      |

| Bloomfield Stadion, Tel-Aviv Nézőszám: 10 931 Játékvezető: Mark Clattenburg (angol) |

| 2010. július 13. 20:15 |

| Dinamo Zagreb                                      | 5–1               | FC Koper    |
| -------------------------------------------------- | ----------------- | ----------- |
| Mandžukić 30' 63' Slepička 38' Sammir 77' Etto 80' | (2–1) Jegyzőkönyv | Bubanja 11' |

| Maksimir Stadion, Zágráb Nézőszám: 7116 Játékvezető: Thorsten Kinhöfer (német) |

| 2010. július 13. 20:45 |

| Bohemians   | 1–0               | The New Saints |
| ----------- | ----------------- | -------------- |
| Brennan 66' | (0–0) Jegyzőkönyv |                |

| Dalymount Park, Dublin Nézőszám: 2314 Játékvezető: Bas Nijhuis (holland) |

| 2010. július 14. 18:00 |

| Aktöbe FK                  | 2–0               | Olimpi Rusztavi |
| -------------------------- | ----------------- | --------------- |
| Szmakov 40' (11-esből) 53' | (1–0) Jegyzőkönyv |                 |

| Aktöbe Központi Stadion, Aktöbe Nézőszám: 10 000 Játékvezető: Bülent Yıldırım (török) |

| 2010. július 14. 18:00 |

| BATE                                             | 5–1               | FH            |
| ------------------------------------------------ | ----------------- | ------------- |
| Nyahajcsik 48' 85' 88' Bressan 58' Radijonav 90' | (0–0) Jegyzőkönyv | Björnsson 89' |

| Haradzki Stadion, Bariszav Nézőszám: 5200 Játékvezető: Anasztásziosz Kákosz (görög) |

| 2010. július 14. 18:00 |

| Ekranas       | 1–0               | HJK |
| ------------- | ----------------- | --- |
| Radavičius 3' | (1–0) Jegyzőkönyv |     |

| Aukštaitija Stadion, Panevėžys Nézőszám: 2500 Játékvezető: Nicolai Vollquartz (dán) |

| 2010. július 14. 19:00 |

| Sheriff Tiraspol                 | 3–1               | Dinamo Tirana           |
| -------------------------------- | ----------------- | ----------------------- |
| Volkov 9' Nikolić 62' Nadson 70' | (1–1) Jegyzőkönyv | Malacarne 12' Bakaj 68′ |

| Sheriff Stadion, Tiraspol Nézőszám: 6951 Játékvezető: Daniel Stalhammar (svéd) |

| 2010. július 14. 20:45 |

| Partizan                         | 3–1               | Pjunik         |
| -------------------------------- | ----------------- | -------------- |
| Tomić 29' Moreira 45+1' Cléo 59' | (2–1) Jegyzőkönyv | Jedigarjan 30' |

| Partizan Stadion, Belgrád Nézőszám: 11 134 Játékvezető: Tommy Skjerven (norvég) |

| 2010. július 14. 20:45 |

| Linfield | 0–0         | Rosenborg |
| -------- | ----------- | --------- |
|          | Jegyzőkönyv |           |

| Windsor Park, Belfast Nézőszám: 1715 Játékvezető: Said Ennjimi (francia) |

Megjegyzések
3A mérkőzést a bakı-i Tofik Bahramov Stadionban játszották, mivel az Inter Bakı stadionja, a Shafa stadion nem felel meg az UEFA előírásainak.

### 2. mérkőzések
| 2010. július 20. 16:30 |

| Renova | 0–2               | Omónia                    |
| ------ | ----------------- | ------------------------- |
|        | (0–2) Jegyzőkönyv | Aloneftis 15' Leandro 24' |

| Philip II Arena4, Szkopje Nézőszám: 600 Játékvezető: Duarte Gomes (portugál) |

| 2010. július 20. 18:00 |

| Dinamo Tirana | 1–0               | Sheriff Tiraspol |
| ------------- | ----------------- | ---------------- |
| Vila 18'      | (1–0) Jegyzőkönyv |                  |

| Qemal Stafa Stadion5, Tirana Nézőszám: 3000 Játékvezető: Leontios Trattou (ciprusi) |

| 2010. július 20. 18:00 |

| HB Tórshavn   | 1–0               | Red Bull Salzburg |
| ------------- | ----------------- | ----------------- |
| Samuelsen 73' | (0–0) Jegyzőkönyv |                   |

| Gundadalur Stadion, Tórshavn Nézőszám: 250 Játékvezető: Tony Asumaa (finn) |

| 2010. július 20. 20:00 |

| The New Saints                      | 4–0               | Bohemians |
| ----------------------------------- | ----------------- | --------- |
| Jones 6' Williams 14' 73' Sharp 20' | (3–0) Jegyzőkönyv |           |

| Park Hall Stadion, Oswestry Nézőszám: 1056 Játékvezető: Vad István (magyar) |

| 2010. július 20. 20:15 |

| FC Koper                                        | 3–0               | Dinamo Zagreb |
| ----------------------------------------------- | ----------------- | ------------- |
| Handanagić 11' Guberac 54' Brulc 78' (11-esből) | (1–0) Jegyzőkönyv | Bišćan 77′    |

| Športni Park Stadion6, Nova Gorica Nézőszám: 720 Játékvezető: Luca Banti (olasz) |

| 2010. július 20. 20:30 |

| Rudar Pljevlja | 0–4               | Liteksz Lovecs                           |
| -------------- | ----------------- | ---------------------------------------- |
|                | (0–2) Jegyzőkönyv | Niflore 28' Jelenković 39' Bratu 74' 90' |

| Podgoricai Stadion7, Podgorica Nézőszám: 2137 Játékvezető: Stanislav Sukhina (orosz) |

| 2010. július 21. 16:00 |

| Olimpi Rusztavi   | 1–1               | Aktöbe FK  |
| ----------------- | ----------------- | ---------- |
| Rekhviashvili 30' | (1–0) Jegyzőkönyv | Tlesev 90' |

| Poladi Stadion, Rusztavi Nézőszám: 4200 Játékvezető: Alexandru Deaconu (román) |

| 2010. július 21. 17:00 |

| Pjunik | 0–1               | Partizan   |
| ------ | ----------------- | ---------- |
|        | (0–1) Jegyzőkönyv | Cléo 45+4' |

| Hanrapetakan Stadion, Jereván Nézőszám: 4500 Játékvezető: Marcin Borski (lengyel) |

| 2010. július 21. 17:00 |

| Jeunesse Esch | 0–0         | AIK |
| ------------- | ----------- | --- |
|               | Jegyzőkönyv |     |

| Stade de la Frontière, Esch-sur-Alzette Nézőszám: 1568 Játékvezető: Huw Jones (walesi) |

| 2010. július 21. 18:00 |

| HJK                                       | 2–0 (h. u.)                 | Ekranas              |
| ----------------------------------------- | --------------------------- | -------------------- |
| Bah 55′ Ojala 77' Šidlauskas 119' (öngól) | (0–0, 1–0, 1–0) Jegyzőkönyv | Tomkevičius 84′, 87′ |

| Finnair Stadion, Helsinki Nézőszám: 6030 Játékvezető: Dougie McDonald (skót) |

| 2010. július 21. 19:30 |

| MŠK Žilina                          | 3–0               | Birkirkara FC |
| ----------------------------------- | ----------------- | ------------- |
| Piaček 21' Lietava 77' Oravec 90+2' | (1–0) Jegyzőkönyv |               |

| Pod Dubňom Stadion, Zsolna Nézőszám: 5511 Játékvezető: Szabó Zsolt (magyar) |

| 2010. július 21. 20:00 |

| Sparta Praha             | 2–0               | Liepājas Metalurgs |
| ------------------------ | ----------------- | ------------------ |
| Matějovský 12' Zeman 43' | (2–0) Jegyzőkönyv |                    |

| Generali Arena, Prága Nézőszám: 8025 Játékvezető: Marijo Strahonja (horvát) |

| 2010. július 21. 20:00 |

| Debreceni VSC                         | 3–2               | Levadia Tallinn                     |
| ------------------------------------- | ----------------- | ----------------------------------- |
| Coulibaly 24' Yannick 32' Szakály 55' | (2–1) Jegyzőkönyv | Nahk 3' Leitan 53' Malov 45+1′, 74′ |

| Oláh Gábor utcai stadion, Debrecen Nézőszám: 7500 Játékvezető: Tom Harald Hagen (norvég) |

| 2010. július 21. 20:00 |

| Lech Poznań                                                                              | 0–1 (h. u.)                 | Inter Bakı                                                                                        |
| ---------------------------------------------------------------------------------------- | --------------------------- | ------------------------------------------------------------------------------------------------- |
|                                                                                          | (0–0, 0–1, 0–1) Jegyzőkönyv | Karlsons 84'                                                                                      |
| Büntetőpárbaj                                                                            |                             |                                                                                                   |
| Bosacki Krivets Peszko Kiełb Gancarczyk Wilk Injac Wojtkowiak Arboleda Štilić Kotorowski | 9–8                         | Zlatinov Karlsons Odikadze Kruglov Accioly Levin Dashdemirov Çertoqanov Kandelaki Červenka Lomaia |

| Poznańi Városi Stadion, Poznań Nézőszám: 13 700 Játékvezető: Milorad Mažić (szerbia) |

| 2010. július 21. 20:15 |

| Željezničar Sarajevo | 0–1               | Hapóél Tel-Aviv      |
| -------------------- | ----------------- | -------------------- |
|                      | (0–0) Jegyzőkönyv | Douglas da Silva 76' |

| Asim Ferhatović Hase Stadion8, Szarajevó Nézőszám: 4500 Játékvezető: Carlos Clos Gómez (spanyol) |

| 2010. július 21. 20:45 |

| Rosenborg               | 2–0               | Linfield |
| ----------------------- | ----------------- | -------- |
| Prica 32' Henriksen 87' | (1–0) Jegyzőkönyv |          |

| Lerkendal Stadion, Trondheim Nézőszám: 6645 Játékvezető: Robert Schörgenhofer (osztrák) |

| 2010. július 21. 21:15 |

| FH | 0–1               | BATE          |
| -- | ----------------- | ------------- |
|    | (0–1) Jegyzőkönyv | Radijonav 15' |

| Kaplakriki Stadion, Hafnarfjörður Nézőszám: 522 Játékvezető: Hannes Kaasik (észt) |

Megjegyzések
- 4A mérkőzést a szkopjei Philip II Arenában játszották, mivel a Renova stadionja, a Tetovói Városi Stadion nem felel meg az UEFA előírásainak.
- 5A mérkőzést a tiranai Qemal Stafa Stadionban játszották, mivel a Dinamo Tirana stadionja, a Selman Stërmasi Stadion nem felel meg az UEFA előírásainak.
- 6A mérkőzést a Nova Gorica-i Športni Park Stadionban játszották, mivel az FC Koper stadionja, az ŠRC Bonifika Stadion nem felel meg az UEFA előírásainak.
- 7A mérkőzést a podgoricai Stadion Pod Goricomban játszották, mivel a Rudar Pljevlja stadionja, a Pljevljai stadion nem felel meg az UEFA előírásainak.
- 8A mérkőzést a szarajevói Asim Ferhatović Hase Stadionban játszották, mivel a Željezničar Sarajevo stadionja, a Grbavica Stadion nem felel meg az UEFA előírásainak.

## 3. selejtezőkör

### Bajnokcsapatok
| Kiemelt csapatok - FC København (bajnok; 34,470) - Anderlecht (bajnok; 42,580) - FC Basel (bajnok; 48,675) - Hapóél Tel-Aviv (bajnok; 27,775) - Sparta Praha (bajnok; 27,395) - Rosenborg (bajnok; 23,980) - Red Bull Salzburg (bajnok; 19,915) - Liteksz Lovecs (bajnok; 15,900) - Dinamo Zagreb (bajnok; 14,466) - Partizan (bajnok; 13,800) | Nem kiemelt csapatok - BATE (bajnok; 13,308) - Lech Poznań (bajnok; 11,008) - MŠK Žilina (bajnok; 10,666) - Sheriff Tiraspol (bajnok; 5,458) - Debreceni VSC (bajnok; 5,350) - Omónia (bajnok; 4,599) - AIK (bajnok; 3,838) - HJK* (bajnok; 2,683) - The New Saints* (bajnok; 2,908) - Aktöbe FK (bajnok; 2,399) |

### Bajnoki helyezés alapján részt vevő csapatok
| Kiemelt csapatok - Zenyit (2. hely; 61,258) - Ajax (2. hely; 55,309) - Fenerbahçe (2. hely; 54,890) - Dinamo Kijiv (2. hely; 42,910) - SC Braga (2. hely; 39,659) | Nem kiemelt csapatok - Celtic (2. hely; 38,158) - Unirea Urziceni (2. hely; 18,898) - PAÓK (a rájátszás győztese; 11,479) - Young Boys (2. hely; 7,675) - Gent (2. hely; 6,580) |

Megjegyzés: zárójelben előbb a csapat bajnokságban elért helyezése, majd az aktuális UEFA-együtthatója olvasható.
* A második selejtezőkörből továbbjutó HJK illetve The New Saints megkapta az Ekranas illetve a Bohemians együtthatóját, mivel a harmadik selejtezőkör sorsolása hamarabb volt mint a második forduló visszavágói.
| 1. csapat        | Össz.                 | 2. csapat         | 1. mérk.   | 2. mérk.   |            |
| Bajnoki ág       | Bajnoki ág            | Bajnoki ág        | Bajnoki ág | Bajnoki ág | Bajnoki ág |
| ---------------- | --------------------- | ----------------- | ---------- | ---------- | ---------- |
| Sparta Praha     | 2–0                   | Lech Poznań       | 1–0        | 1–0        |            |
| Aktöbe FK        | 2–3                   | Hapóél Tel-Aviv   | 1–0        | 1–3        |            |
| Sheriff Tiraspol | 2–2 (11-esekkel: 6–5) | Dinamo Zagreb     | 1–1        | 1–1 (h.u.) |            |
| Liteksz Lovecs   | 2–4                   | MŠK Žilina        | 1–1        | 1–3        |            |
| Debreceni VSC    | 1–5                   | FC Basel          | 0–2        | 1–3        |            |
| AIK              | 0–4                   | Rosenborg         | 0–1        | 0–3        |            |
| Partizan         | 5–1                   | HJK               | 3–0        | 2–1        |            |
| BATE             | 2–3                   | FC København      | 0–0        | 2–3        |            |
| The New Saints   | 1–6                   | RSC Anderlecht    | 1–3        | 0–3        |            |
| Omónia           | 2–5                   | Red Bull Salzburg | 1–1        | 1–4        |            |
| Nem bajnoki ág   |                       |                   |            |            |            |
| Ajax             | 4–4 (ig.)             | PAÓK              | 1–1        | 3–3        |            |
| Dinamo Kijiv     | 6–1                   | Gent              | 3–0        | 3–1        |            |
| Young Boys       | 3–2                   | Fenerbahçe        | 2–2        | 1–0        |            |
| SC Braga         | 4–2                   | Celtic            | 3–0        | 1–2        |            |
| Unirea Urziceni  | 0–1                   | Zenyit            | 0–0        | 0–1        |            |

### 1. mérkőzések
| 2010. július 27. 18:00 |

| Omónia                  | 1–1               | Red Bull Salzburg |
| ----------------------- | ----------------- | ----------------- |
| LuaLua 90+1' (11-esből) | (0–1) Jegyzőkönyv | Zárate 8'         |

| GSP Stadion, Nicosia Nézőszám: 16 657 Játékvezető: Vad István (magyar) |

| 2010. július 27. 19:00 |

| Liteksz Lovecs | 1–1               | MŠK Žilina |
| -------------- | ----------------- | ---------- |
| Tom 79'        | (0–0) Jegyzőkönyv | Majtán 65' |

| Lovecs Stadion, Lovecs Játékvezető: Kristinn Jakobsson (izlandi) |

| 2010. július 27. 19:00 |

| Dinamo Kijiv                               | 3–0               | Gent |
| ------------------------------------------ | ----------------- | ---- |
| Jarmolenko 19' Sevcsenko 80' Zozulja 90+2' | (1–0) Jegyzőkönyv |      |

| Dinamo Stadion, Kijev Játékvezető: William Collum (skót) |

| 2010. július 27. 19:30 |

| Unirea Urziceni | 0–0             | Zenyit |
| --------------- | --------------- | ------ |
| Pădureţu 36′    | ((Jegyzőkönyv)) |        |

| Steaua Stadion9, Bukarest Játékvezető: Bruno Paixão (portugál) |

| 2010. július 27. 20:30 |

| Sparta Praha | 1–0               | Lech Poznań |
| ------------ | ----------------- | ----------- |
| Brabec 75'   | (0–0) Jegyzőkönyv |             |

| Generali Arena, Prága Nézőszám: 14 588 Játékvezető: Paolo Tagliavento (olasz) |

| 2010. július 27. 20:45 |

| The New Saints | 1–3               | RSC Anderlecht                    |
| -------------- | ----------------- | --------------------------------- |
| Jones 52'      | (0–2) Jegyzőkönyv | Kljestan 7' Legear 18' Suárez 73' |

| Racecourse Ground10, Wrexham Nézőszám: 2486 Játékvezető: Paolo Tagliavento (olasz) |

| 2010. július 28. 18:00 |

| Aktöbe FK              | 1–0               | Hapóél Tel-Aviv |
| ---------------------- | ----------------- | --------------- |
| Szmakov 67' (11-esből) | (0–0) Jegyzőkönyv |                 |

| Aktöbe Központi Stadion, Aktöbe Játékvezető: Sascha Kever (svájci) |

| 2010. július 28. 18:00 |

| BATE | 0–0             | FC København |
| ---- | --------------- | ------------ |
|      | ((Jegyzőkönyv)) |              |

| Haradzki Stadion, Bariszav Játékvezető: Alexandru Dan Tudor (román) |

| 2010. július 28. 19:00 |

| Sheriff Tiraspol | 1–1               | Dinamo Zagreb               |
| ---------------- | ----------------- | --------------------------- |
| Erokhin 35'      | (1–1) Jegyzőkönyv | Sammir 3' Barbarić 53′, 61′ |

| Sheriff Stadion, Tiraspol Játékvezető: Anasztásziosz Kákosz (görög) |

| 2010. július 28. 20:00 |

| Debreceni VSC | 0–2               | FC Basel                |
| ------------- | ----------------- | ----------------------- |
|               | (0–1) Jegyzőkönyv | Stocker 34' Xhaka 90+2' |

| Szusza Ferenc Stadion11, Budapest Játékvezető: César Muñiz Fernández (spanyol) |

| 2010. július 28. 20:15 |

| Young Boys                        | 2–2               | Fenerbahçe                          |
| --------------------------------- | ----------------- | ----------------------------------- |
| Dudar 18' Costanzo 89' (11-esből) | (1–2) Jegyzőkönyv | Emre 5' Stoch 42' Richards 25′, 43′ |

| Stade de Suisse, Bern Játékvezető: Svein Oddvar Moen (norvég) |

| 2010. július 28. 20:45 |

| AIK | 0–1               | Rosenborg     |
| --- | ----------------- | ------------- |
|     | (0–1) Jegyzőkönyv | Henriksen 33' |

| Råsunda Stadion, Solna Játékvezető: Thorsten Kinhöfer (német) |

| 2010. július 28. 20:45 |

| Partizan                     | 3–0               | HJK |
| ---------------------------- | ----------------- | --- |
| Iliev 8' Ilić 42' Cléo 90+2' | (2–0) Jegyzőkönyv |     |

| Partizan Stadion, Belgrád Játékvezető: Alon Yefet (izraeli) |

| 2010. július 28. 20:45 |

| Ajax       | 1–1               | PAÓK     |
| ---------- | ----------------- | -------- |
| Suárez 13' | (1–0) Jegyzőkönyv | Ivić 72' |

| Amsterdam Arena, Amszterdam Nézőszám: 24 151 Játékvezető: Tony Chapron (francia) |

| 2010. július 28. 21:00 |

| SC Braga                                     | 3–0               | Celtic |
| -------------------------------------------- | ----------------- | ------ |
| Alan 26' (11-esből) Elderson 76' Matheus 88' | (1–0) Jegyzőkönyv |        |

| Braga városi stadion, Braga Nézőszám: 12 295 Játékvezető: Serge Gumienny (belga) |

Megjegyzések
9A mérkőzést a bukaresti Steaua Stadionban játszották, mivel az Unirea Urziceni stadionja, a Tineretului Stadion nem felel meg az UEFA előírásainak.
10A mérkőzést a wrexhami Racecourse Groundban játszották, mivel a The New Saints stadionja, a Park Hall Stadion nem felel meg az UEFA előírásainak.
11A mérkőzést a budapesti Szusza Ferenc Stadionban játszották, mivel a Debreceni VSC stadionja, a Oláh Gábor utcai stadion nem felel meg az UEFA előírásainak.

### 2. mérkőzések
| 2010. augusztus 3. 20:00 |

| Hapóél Tel-Aviv                     | 3–1               | Aktöbe FK  |
| ----------------------------------- | ----------------- | ---------- |
| Zahavi 16' Sahar 31' Ba 35' (öngól) | (3–0) Jegyzőkönyv | Tlesev 90' |

| Bloomfield Stadion, Tel-Aviv Játékvezető: Robert Schörgenhofer (osztrák) |

| 2010. augusztus 3. 20:30 |

| RSC Anderlecht               | 3–0               | The New Saints |
| ---------------------------- | ----------------- | -------------- |
| De Sutter 17' Lukaku 69' 74' | (1–0) Jegyzőkönyv |                |

| Constant Vanden Stock Stadion, Brüsszel Játékvezető: Pavel Cristian Balaj (román) |

| 2010. augusztus 4. 18:00 |

| HJK        | 1–2               | Partizan      |
| ---------- | ----------------- | ------------- |
| Kamara 39' | (1–1) Jegyzőkönyv | Cléo 9' 90+2' |

| Finnair Stadion, Helsinki Játékvezető: Pavel Kralovec (cseh) |

| 2010. augusztus 4. 18:30 |

| Zenyit    | 1–0               | Unirea Urziceni |
| --------- | ----------------- | --------------- |
| Danny 33' | (1–0) Jegyzőkönyv |                 |

| Petrovszkij Stadion, Szentpétervár Játékvezető: Mike Dean (angol) |

| 2010. augusztus 4. 19:10 |

| FC København                   | 3–2               | BATE                                               |
| ------------------------------ | ----------------- | -------------------------------------------------- |
| Santin 2' Kvist 27' N'Doye 59' | (2–2) Jegyzőkönyv | Kancavi 40' Nyahajcsik 44' Szasznovszki 85′, 90+2′ |

| Parken Stadion, Koppenhága Játékvezető: Mark Clattenburg (angol) |

| 2010. augusztus 4. 19:30 |

| MŠK Žilina                      | 3–1               | Liteksz Lovecs               |
| ------------------------------- | ----------------- | ---------------------------- |
| Rilke 52' Oravec 70' Ceesay 84' | (0–0) Jegyzőkönyv | Sandrinho 50' Popov 25′, 54′ |

| Pod Dubňom Stadion, Zsolna Játékvezető: Thomas Einwaller (osztrák) |

| 2010. augusztus 4. 19:45 |

| FC Basel                              | 3–1               | Debreceni VSC |
| ------------------------------------- | ----------------- | ------------- |
| Atan 26' Chipperfield 59' Shaqiri 64' | (1–0) Jegyzőkönyv | Coulibaly 74' |

| St. Jakob-Park, Bázel Játékvezető: Vlagyiszlav Bezborodov (orosz) |

| 2010. augusztus 4. 20:00 |

| Lech Poznań | 0–1               | Sparta Praha                                        |
| ----------- | ----------------- | --------------------------------------------------- |
| Bosacki 80′ | (0–0) Jegyzőkönyv | Kladrubský 50' (11-esből) Matějovský 80′ Sionko 85′ |

| Poznańi Városi Stadion, Poznań Játékvezető: Fredy Fautrel (francia) |

| 2010. augusztus 4. 20:00 |

| Dinamo Zagreb                                                | 1–1 (h. u.)                 | Sheriff Tiraspol                                                                |
| ------------------------------------------------------------ | --------------------------- | ------------------------------------------------------------------------------- |
| Sammir 55'                                                   | (0–1, 1–1, 1–1) Jegyzőkönyv | Volkov 16'                                                                      |
| Büntetőpárbaj                                                |                             |                                                                                 |
| Bišćan Sammir Badelj Cufré Ibáñez Etto Calello Vrsaljko Dodô | 5–6                         | Samardžić Sztojanov Volkov França Adamović Vranješ Nikolić Branković Hacsaturov |

| Maksimir Stadion, Zágráb Játékvezető: Eric Braamhaar (holland) |

| 2010. augusztus 4. 20:15 |

| Fenerbahçe     | 0–1               | Young Boys   |
| -------------- | ----------------- | ------------ |
| Stoch 37′, 53′ | (0–1) Jegyzőkönyv | Bienvenu 40' |

| Şükrü Saracoğlu Stadion, Isztambul Játékvezető: Alekszej Nyikolajev (orosz) |

| 2010. augusztus 4. 20:30 |

| Red Bull Salzburg                          | 4–1               | Omónia        |
| ------------------------------------------ | ----------------- | ------------- |
| Švento 21' Schiemer 37' 40' Boghossian 58' | (3–0) Jegyzőkönyv | Rengifo 90+1' |

| Red Bull Arena, Salzburg Játékvezető: Stefan Johannesson (svéd) |

| 2010. augusztus 4. 20:30 |

| Gent          | 1–3               | Dinamo Kijiv                          |
| ------------- | ----------------- | ------------------------------------- |
| Coulibaly 85' | (0–1) Jegyzőkönyv | Harmas 32' Milevszkij 55' Huszjev 90' |

| Jules Otten Stadion, Gent Játékvezető: Cüneyt Çakır (török) |

| 2010. augusztus 4. 20:45 |

| Rosenborg                        | 3–0               | AIK |
| -------------------------------- | ----------------- | --- |
| Prica 55' Demidov 64' Lustig 76' | (0–0) Jegyzőkönyv |     |

| Lerkendal Stadion, Trondheim Játékvezető: Eduardo Iturralde González (spanyol) |

| 2010. augusztus 4. 20:45 |

| PAÓK                                    | 3–3               | Ajax                                |
| --------------------------------------- | ----------------- | ----------------------------------- |
| Vieirinha 16' Salpigidis 56' Ivić 90+1' | (1–0) Jegyzőkönyv | Suárez 48' de Jong 50' Lindgren 55' |

| Toumba Stadion, Szaloniki Játékvezető: Carlos Velasco Carballo (spanyol) |

| 2010. augusztus 4. 20:45 |

| Celtic                | 2–1               | SC Braga        |
| --------------------- | ----------------- | --------------- |
| Hooper 52' Juárez 79' | (0–1) Jegyzőkönyv | Paulo César 20' |

| Celtic Park, Glasgow Játékvezető: Ivan Bebek (horvát) |

## Rájátszás

### Bajnokcsapatok
| Kiemelt csapatok - FC Basel (bajnok; 48,675) - Anderlecht (bajnok; 42,580) - FC København (bajnok; 34,470) - Hapóél Tel-Aviv (bajnok; 27,775) - Sparta Praha (bajnok; 27,395) | Nem kiemelt csapatok - Rosenborg (bajnok; 23,980) - Red Bull Salzburg (bajnok; 19,915) - Partizan (bajnok; 13,800) - MŠK Žilina (bajnok; 10,666) - Sheriff Tiraspol (bajnok; 5,458) |

Megjegyzés: zárójelben előbb a csapat bajnokságban elért helyezése, majd az aktuális UEFA-együtthatója olvasható.

### Bajnoki helyezés alapján részt vevő csapatok
| Kiemelt csapatok - Sevilla FC (4. hely; 108,951) - Werder Bremen (3. hely; 94,841) - Zenyit (2. hely; 61,258) - Tottenham Hotspur (4. hely; 56,371) - Ajax (2. hely; 55,309) | Nem kiemelt csapatok - Dinamo Kijiv (2. hely; 42,910) - SC Braga (2. hely; 39,659) - Sampdoria (4. hely; 30,867) - AJ Auxerre (3. hely; 19,748) - Young Boys (2. hely; 7,675) |

Megjegyzés: zárójelben előbb a csapat bajnokságban elért helyezése, majd az aktuális UEFA-együtthatója olvasható.
| 1. csapat         | Össz.                 | 2. csapat         | 1. mérk.   | 2. mérk.   |            |
| Bajnoki ág        | Bajnoki ág            | Bajnoki ág        | Bajnoki ág | Bajnoki ág | Bajnoki ág |
| ----------------- | --------------------- | ----------------- | ---------- | ---------- | ---------- |
| Red Bull Salzburg | 3–4                   | Hapóél Tel-Aviv   | 2–3        | 1–1        |            |
| Rosenborg         | 2–2                   | FC København      | 2–1        | 0–1        |            |
| FC Basel          | 4–0                   | Sheriff Tiraspol  | 1–0        | 3–0        |            |
| Sparta Praha      | 0–3                   | MŠK Žilina        | 0–2        | 0–1        |            |
| Partizan          | 4–4 (11-esekkel: 3–2) | Anderlecht        | 2–2        | 2–2 (h.u.) |            |
| Nem bajnoki ág    |                       |                   |            |            |            |
| Young Boys        | 3–6                   | Tottenham Hotspur | 3–2        | 0–4        |            |
| SC Braga          | 5–3                   | Sevilla FC        | 1–0        | 4–3        |            |
| Werder Bremen     | 5–4                   | Sampdoria         | 3–1        | 2–3 (h.u.) |            |
| Zenyit            | 1–2                   | AJ Auxerre        | 1–0        | 0–2        |            |
| Dinamo Kijiv      | 2–3                   | Ajax              | 1–1        | 1–2        |            |

### 1. mérkőzések
| 2010. augusztus 17. 18:30 |

| Zenyit       | 1–0               | AJ Auxerre |
| ------------ | ----------------- | ---------- |
| Kerzsakov 3' | (1–0) Jegyzőkönyv |            |

| Petrovszkij Stadion, Szentpétervár Nézőszám: 21 405 Játékvezető: Björn Kuipers (holland) |

| 2010. augusztus 17. 20:45 |

| Dinamo Kijiv                | 1–1               | Ajax           |
| --------------------------- | ----------------- | -------------- |
| Harmas 30′, 56′ Huszjev 66' | (0–0) Jegyzőkönyv | Vertonghen 54' |

| Dinamo Stadion, Kijev Nézőszám: 16 000 Játékvezető: Massimo Busacca (svájc) |

| 2010. augusztus 17. 20:45 |

| Rosenborg                 | 2–1               | FC København |
| ------------------------- | ----------------- | ------------ |
| Iversen 23' Henriksen 57' | (1–0) Jegyzőkönyv | Grønkjær 84' |

| Lerkendal Stadion, Trondheim Nézőszám: 18 800 Játékvezető: Gianluca Rocchi (olasz) |

| 2010. augusztus 17. 20:45 |

| Sparta Praha | 0–2               | MŠK Žilina            |
| ------------ | ----------------- | --------------------- |
|              | (0–0) Jegyzőkönyv | Ceesay 51' Oravec 73' |

| Generali Arena, Prága Nézőszám: 18 744 Játékvezető: Martin Atkinson (angol) |

| 2010. augusztus 17. 20:45 |

| Young Boys                             | 3–2               | Tottenham Hotspur            |
| -------------------------------------- | ----------------- | ---------------------------- |
| Lulić 4' Bienvenu 13' Hochstrasser 28' | (3–1) Jegyzőkönyv | Bassong 42' Pavljucsenko 83' |

| Stade de Suisse, Bern Nézőszám: 30 166 Játékvezető: Frank De Bleeckere (belga) |

| 2010. augusztus 18. 20:45 |

| Red Bull Salzburg                   | 2–3               | Hapóél Tel-Aviv                              |
| ----------------------------------- | ----------------- | -------------------------------------------- |
| Pokrivač 28' Wallner 67' (11-esből) | (1–2) Jegyzőkönyv | Enyeama 3' (11-esből) Sahar 44' Shechter 53' |

| Red Bull Arena, Salzburg Nézőszám: 18 900 Játékvezető: Pedro Proença (portugál) |

| 2010. augusztus 18. 20:45 |

| FC Basel    | 1–0               | Sheriff Tiraspol |
| ----------- | ----------------- | ---------------- |
| Stocker 54' | (0–0) Jegyzőkönyv | Jerehin 76′, 86′ |

| St. Jakob-Park, Bázel Nézőszám: 13 460 Játékvezető: Terje Hauge (norvég) |

| 2010. augusztus 18. 20:45 |

| Partizan                     | 2–2               | Anderlecht            |
| ---------------------------- | ----------------- | --------------------- |
| Cléo 57' Lecjaks 64' (öngól) | (0–0) Jegyzőkönyv | Gillet 54' Juhász 66' |

| Partizan Stadion, Belgrád Nézőszám: 28 565 Játékvezető: Claus Bo Larsen (dán) |

| 2010. augusztus 18. 20:45 |

| Werder Bremen                               | 3–1               | Sampdoria                     |
| ------------------------------------------- | ----------------- | ----------------------------- |
| Fritz 51' Frings 67' (11-esből) Pizarro 69' | (0–0) Jegyzőkönyv | Lucchini 61′, 66′ Pazzini 90' |

| Weserstadion, Bréma Nézőszám: 25 276 Játékvezető: Stéphane Lannoy (francia) |

| 2010. augusztus 18. 20:45 |

| SC Braga    | 1–0               | Sevilla FC |
| ----------- | ----------------- | ---------- |
| Matheus 62' | (0–0) Jegyzőkönyv |            |

| Braga városi stadion, Braga Nézőszám: 16 646 Játékvezető: Wolfgang Stark (német) |

### 2. mérkőzések
| 2010. augusztus 24. 20:45 |

| Hapóél Tel-Aviv | 1–1   | Red Bull Salzburg    |
| --------------- | ----- | -------------------- |
| Zahavi 90+2'    | (0–1) | da Silva 42' (öngól) |

| Bloomfield Stadion, Tel-Aviv Játékvezető: Pieter Vink (holland) |

| 2010. augusztus 24. 20:45 |

| Sheriff Tiraspol | 0–3   | FC Basel                  |
| ---------------- | ----- | ------------------------- |
|                  | (0–0) | Streller 74' Frei 80' 87' |

| Sheriff Stadion, Tiraspol Játékvezető: Martin Hansson (svéd) |

| 2010. augusztus 24. 20:45 |

| Anderlecht                            | 2–2 (h. u.)     | Partizan                                 |
| ------------------------------------- | --------------- | ---------------------------------------- |
| Lukaku 64' Gillet 71'                 | (0–1, 2–2, 2–2) | Cléo 15' 53'                             |
| Büntetőpárbaj                         |                 |                                          |
| Suárez Biglia Gillet Legear Boussoufa | 2–3             | Cléo Krstajić Petrović Davidov Stanković |

| Constant Vanden Stock Stadion, Brüsszel Játékvezető: Craig Thomson (skót) |

| 2010. augusztus 24. 20:45 |

| Sevilla FC                          | 3–4   | SC Braga                     |
| ----------------------------------- | ----- | ---------------------------- |
| Fabiano 60' Navas 84' Kanouté 90+1' | (0–1) | Matheus 31' Lima 58' 85' 90' |

| Ramón Sánchez Pizjuán Stadion, Sevilla Játékvezető: Nicola Rizzoli (olasz) |

| 2010. augusztus 24. 20:45 |

| Sampdoria                  | 3–2 (h. u.)     | Werder Bremen                |
| -------------------------- | --------------- | ---------------------------- |
| Pazzini 8' 13' Cassano 85' | (2–0, 3–1, 3–2) | Rosenberg 90+3' Pizarro 100' |

| Luigi Ferraris Stadion, Genova Játékvezető: Kassai Viktor (magyar) |

| 2010. augusztus 25. 20:45 |

| FC København | 1–0   | Rosenborg |
| ------------ | ----- | --------- |
| Ottesen 33'  | (1–0) |           |

| Parken Stadion, Koppenhága Nézőszám: 31 180 Játékvezető: Felix Brych (német) |

| 2010. augusztus 25. 20:45 |

| MŠK Žilina | 1–0   | Sparta Praha |
| ---------- | ----- | ------------ |
| Ceesay 18' | (1–0) |              |

| Pod Dubňom Stadion, Zsolna Nézőszám: 10 892 Játékvezető: Olegário Benquerença (portugál) |

| 2010. augusztus 25. 20:45 |

| Ajax                       | 2–1   | Dinamo Kijiv             |
| -------------------------- | ----- | ------------------------ |
| Suárez 43' El Hamdaoui 75' | (1–0) | Sevcsenko 84' (11-esből) |

| Amsterdam Arena, Amszterdam Játékvezető: Alberto Undiano Mallenco (spanyol) |

| 2010. augusztus 25. 20:45 |

| AJ Auxerre            | 2–0   | Zenyit |
| --------------------- | ----- | ------ |
| Hengbart 9' Jeleń 53' | (1–0) |        |

| Stade de l'Abbé-Deschamps, Auxerre Nézőszám: 24 493 Játékvezető: Damir Skomina (szlovén) |

| 2010. augusztus 25. 20:45 |

| Tottenham Hotspur                      | 4–0   | Young Boys |
| -------------------------------------- | ----- | ---------- |
| Crouch 5' 61' 78' (11-esből) Defoe 32' | (2–0) |            |

| White Hart Lane, London Nézőszám: 34 790 Játékvezető: Laurent Duhamel (francia) |